# Волобуев, Антон Алексеевич
Анто́н Алексе́евич Волобу́ев (род. 13 августа 1991) — российский легкоатлет, специалист по бегу на короткие дистанции. Выступал на профессиональном уровне в 2010—2016 годах, член сборной России, обладатель бронзовой медали чемпионата Европы среди молодёжи, победитель и призёр первенств всероссийского значения. Представлял Тюменскую и Белгородскую области. Мастер спорта России международного класса.

## Биография
Антон Волобуев родился 13 августа 1991 года.
Занимался лёгкой атлетикой под руководством тренеров А. И. Загорельского, А. Н. Горлова, И. Е. Литовченко.
Впервые заявил о себе на всероссийском уровне в сезоне 2010 года, когда в беге на 400 метров выиграл серебряную медаль на чемпионате России среди юниоров в Чебоксарах.
В 2011 году вошёл в состав российской национальной сборной и выступил на молодёжном европейском первенстве в Остраве — вместе с соотечественниками Алексеем Кёнигом, Артёмом Важовым, Владимиром Красновым и Артёмом Лукьяненко завоевал бронзовую медаль в эстафете 4 × 400 метров, уступив в финале только командам из Великобритании и Польши. На чемпионате России в Чебоксарах в дисциплине 200 метров дошёл до стадии полуфиналов.
В 2012 году в дисциплине 400 метров показал 11-й результат на командном чемпионате России в Сочи, пятый результат на Мемориале Куца в Москве, стартовал на чемпионате России в Чебоксарах и на молодёжном всероссийском первенстве в Ерино.
В 2013 году в беге на 200 метров был девятым на Кубке России в Ерино, в эстафете 4 × 400 метров с командой Тюменской области выиграл бронзовую медаль на чемпионате России в Москве. На чемпионате России по эстафетному бегу в Адлере одержал победу в эстафете 400 + 300 + 200 + 100 метров.
На чемпионате России 2014 года в Казани остановился в полуфинале дистанции 200 метров.
В 2015 году на чемпионате России по эстафетному бегу в Адлере с командой Белгородской области стал бронзовым призёром в эстафете 400 + 300 + 200 + 100 метров (позднее в связи с дисквалификацией команды Санкт-Петербурга переместился в итоговом протоколе на вторую позицию).
В 2016 году бежал 200 и 400 метров на чемпионате России в Чебоксарах, после чего завершил спортивную карьеру.
За выдающиеся спортивные достижения удостоен почётного звания «Мастер спорта России международного класса».